# Les Aix-d'Angillon
Les Aix-d'Angillon je naselje in občina v osrednjem francoskem departmaju Cher regije Center. Leta 1999 je naselje imelo 2.006 prebivalcev.

## Geografija
Kraj leži v pokrajini Berry ob reki Colin, 18 km severovzhodno od Bourgesa.

## Uprava
Les Aix-d'Angillon je sedež istoimenskega kantona, v katerega so poleg njegove vključene še občine Aubinges, Azy, Brécy, Morogues, Parassy, Rians, Saint-Céols, Saint-Germain-du-Puy, Saint-Michel-de-Volangis, Sainte-Solange in Soulangis z 12.466 prebivalci.
Kanton Aix-d'Angillon je sestavni del okrožja Bourges.